# Pero Pirker
Pero Pirker (Varaždin, 5. srpnja 1927. – Zagreb, 1. kolovoza 1972.) bio je hrvatski političar. Bio je jedan od hrvatskih proljećara. 

## Životopis
U Zagrebu je išao na studij, gdje je diplomirao pravo. Bio je pripadnik partizanskog pokreta.
Bio je zagrebačkim gradonačelnikom od 1963. do 1967. godine. Bio je omiljen među Zagrepčanima. Obnašao je dužnost tajnika izvršnog odbora (komiteta) središnjeg odbora (sekretar centralnog komiteta) SKH od 1969. godine.
Hrvatsko je proljeće nasilno prekinuto 30. studenog i 1. prosinca 1971. na sjednici Izvršnog komiteta SKH u Karađorđevu, te 1. i 2. prosinca iste godine na 21. sjednici CK SKJ. Ostavke su nakon te te sjednice podnijeli Savka Dabčević-Kučar, Miloš Žanko, Miko Tripalo, Pero Pirker, Marko Koprtla i Janko Bobetko. 
Bio je bolestan od raka. Na prvom plenumu Hrvatske lige za borbu protiv raka izabran je za predsjednika. Hrvatska je liga samostalno uspostavila međunarodne kontakte te samostalno postala članice Međunarodne udruge za borbu protiv raka.
Umro je u zagrebačkoj bolnici 1972. godine. Njegov je golemi sprovod bio manifestacija protiv represije Hrvatskog proljeća.
U Sesvetskom Kraljevcu danas postoji ulica Odvojak Pere Pirkera, a u Slavonskom Brodu ulica.

## Vanjske poveznice
- Večernji list  Arhivirana inačica izvorne stranice od 18. ožujka 2013. (Wayback Machine)